# Claudia Andreatti
Claudia Andreatti (* 29. März 1987 in Trient) ist eine italienische Moderatorin der Rai 1 und Miss Italien 2006.

## Leben
Andreatti stammt aus Pergine Valsugana, sie besuchte Schulen in Pergine und Trient und verbrachte ein Jahr als Austauschschülerin in El Paso, Texas. Andreatti gewann 2006 den Schönheitsbewerb Miss Italien, dabei war sie eine der wenigen Missen, die den Wettbewerb mit kurzen Haaren gewannen. Die Bekanntheit nach dem Sieg bei Miss Italien nutzte Andreatti für ihre zweite Karriere als Fernsehansagerin und Moderatorin: Am 2. Dezember 2007 war Andreatti das erste Mal als signorina buonasera (Ansagerin) auf Rai Uno zu sehen. Davor (im August) und auch im August des Jahres 2008 moderierte Andreatti die Fernsehshow Aspettando Miss Italia, die jährlich als Vorbereitung der Miss-Italien-Wahl ausgestrahlt wird.
2008 hat sie die Halbfinals von Miss Italien bei Rai Uno präsentiert und einige regionale Vorausscheidungen moderiert. 2009 war Andreatti eine der Außenreporterinnen beim Finale der Talentshow X Factor auf Rai Due, bei dem eine Band aus dem Trentino (The Bastard Sons of Dioniso) den zweiten Platz erreichte. 2009 hat sie zusammen mit Michele Bertocchi die Sendung Aspettando il Natale con lo Zecchino (Warten auf Weihnachten mit dem Zecchino) am Heiligen Abend auf Rai Uno moderiert. Anfang 2010 moderierte Andreatti das Nachtprogramm Sette Note (sieben Noten), das 19 Sonntage in der Nacht auf Rai Uno zu sehen war und von Gigi Marzullo entworfen wurde.
Am 9. Juli 2010 hat Andreatti den Anwalt Enzo La Rocca geheiratet.
Im Sommer 2010 war Andreatti wieder als Außenreporterin unterwegs, diesmal für das Morgenmagazin Unomattina Estate.
Anfang 2012 nahm Andreatta an der italienischen Version von Dancing Stars (Ballando con le stelle) teil.